# Challenger de Vercelli 2015
El torneo Città di Vercelli – Trofeo Multimed 2015 es un torneo profesional de tenis. Pertenece al ATP Challenger Series 2015. Se disputará su 2ª edición sobre superficie Tierra batida, en Vercelli, Italia entre el 20 de abril y el 26 de abril de 2015.

## Jugadores participantes del cuadro de individuales
| Favorito | País                        | Jugador          | Rank1 | Posición en el torneo |
| -------- | --------------------------- | ---------------- | ----- | --------------------- |
| 1        | Bandera de Serbia           | Filip Krajinović | 92    | Baja                  |
| 2        | Bandera de Alemania         | Dustin Brown     | 105   | Primera ronda         |
| 3        | Bandera de los Países Bajos | Igor Sijsling    | 128   | Primera ronda         |
| 4        | Bandera del Reino Unido     | Kyle Edmund      | 129   | Cuartos de final      |
| 5        | Bandera de Bélgica          | Kimmer Coppejans | 146   | Primera ronda         |
| 6        | Bandera de Italia           | Marco Cecchinato | 149   | Semifinales           |
| 7        | Bandera de Croacia          | Mate Delić       | 162   | Primera ronda         |
| 8        | Bandera de Italia           | Andrea Arnaboldi | 177   | Primera ronda         |

- 1 Se ha tomado en cuenta el ranking del 13 de abril de 2015.

### Otros participantes
Los siguientes jugadores recibieron una invitación (wild card), por lo tanto ingresan directamente al cuadro principal (WC):
- Gianluca Mager
- Stefano Napolitano
- Salvatore Caruso
- Gianluigi Quinzi

Los siguientes jugadores ingresan al cuadro principal tras disputar el cuadro clasificatorio (Q):
- Benjamin Balleret
- Maxime Hamou
- Antonio Šančić
- Yann Marti

## Campeones

### Individual Masculino
- Taro Daniel derrotó en la final a  Filippo Volandri, 6-3, 1-6, 6-4

### Dobles Masculino
- Sergey Betov /  Michail Elgin derrotaron en la final a  Andrea Arnaboldi /  Hans Podlipnik-Castillo, 6-7(5-7), 7-5, [10-3]